# Allgemeine Musiklehre
Die Allgemeine Musiklehre bildet einen Teilbereich der Musiklehre zur Vermittlung von Grundkenntnissen innerhalb der musikalischen Ausbildung; sie wird auch als „Elementarlehre“ begriffen.
Für den Musikunterricht und andere musikpädagogische Zwecke sind verschiedene Lehrwerke zur Allgemeinen Musiklehre erschienen, die sich mit der Einführung in zentrale Bereiche der Musik und den relevanten Regeln und Konventionen der Notationskunde beschäftigen. Zu diesen Lehrinhalten zählen vor allem Notensystem, Notenschrift, Takt, Tempo, Intervalle, Tonarten, Tonleitern und Tonhöhe. Die Gewichtung zu den einzelnen Bereichen in den teils sehr verschiedenartigen Lehrwerken ist dabei unterschiedlich.